# Karneval in Haiti
Der Karneval in Haiti (Haitianisch-Kreolisch Kanaval ann Ayiti, französisch Carnaval d'Haïti) ist die Bezeichnung für die Feiern, die jedes Jahr einige Wochen lang stattfinden und am Mardi Gras (Tag vor Aschermittwoch) ihren Höhepunkt finden und enden.
Der Karneval in Haiti ist nicht nur ein Fest, sondern eine kulturelle Institution, die einen hohen Stellenwert im Bewusstsein der Bevölkerung hat.
Die größten Feiern und Umzüge finden in der Hauptstadt Port-au-Prince statt. Auch die Städte Cap-Haïtien und Ouanaminthe im Norden, Jacmel und Les Cayes im Süden sowie Gonaïves haben eine ausgeprägte Karnevalstradition.
Trotz der Krise in Haiti seit 2018 fanden die Feiern, wenn auch aus Sicherheitsgründen mit umfassenden Vorsichtsmaßnahmen, überwiegend statt.

## Beschreibung und Bedeutung

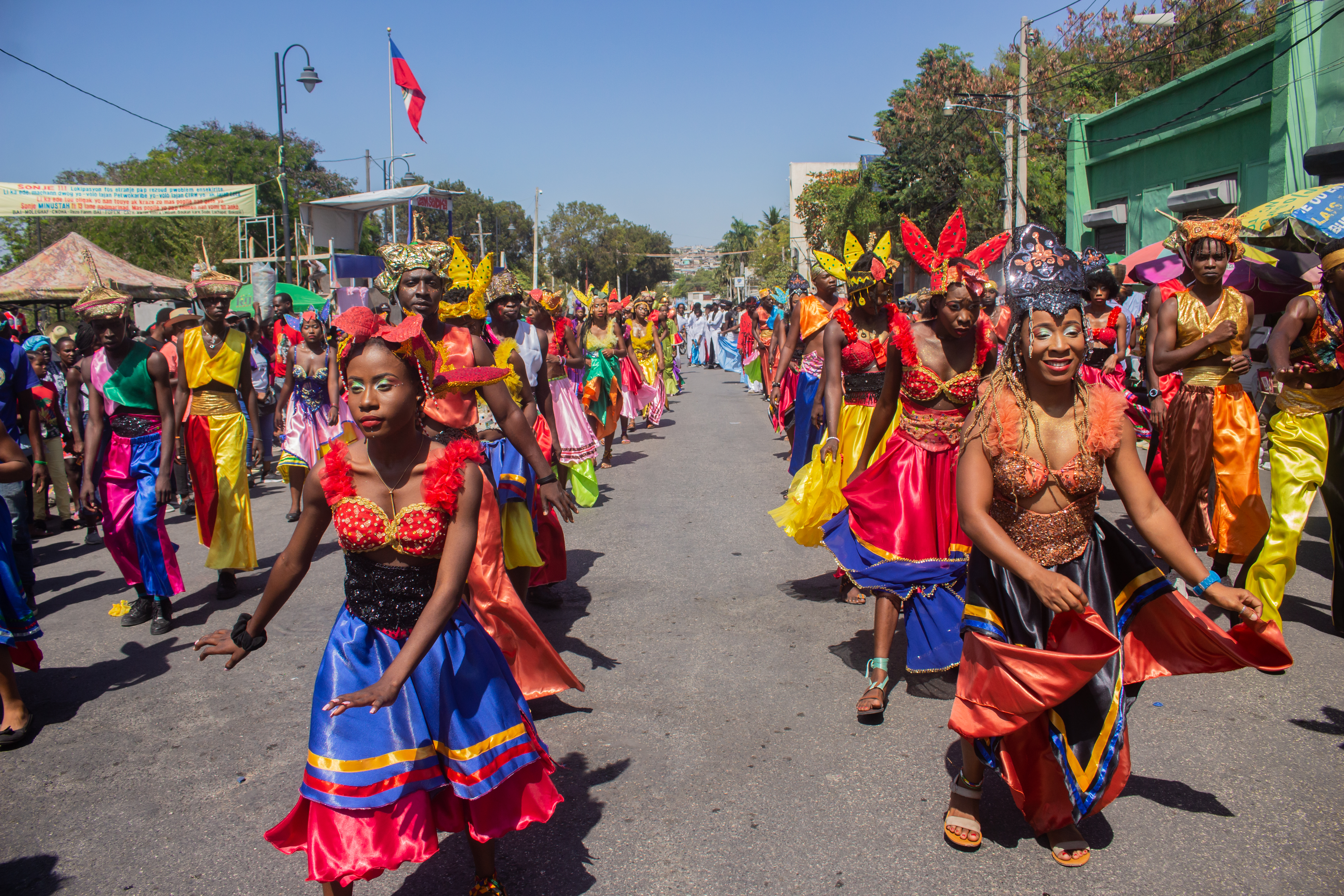
Umzug von Tanzgruppen

Der Karneval in Haiti beginnt im Januar als Pre-Kanaval. Die eigentlichen Feiern finden im Februar statt und kulminieren in großen Festumzügen mit Tanzgruppen, stationären und paradierenden Musikkapellen, verkleideten Gestalten, Artisten und auch Themenwagen am Abend des Dienstags (Mardi Gras) vor Beginn der christlichen Fastenzeit an Aschermittwoch.

In jedem Jahr steht der Karneval unter einem besonderen Motto. Im Jahr 2018 lautete dieses z, B, „Ayiti sou wout chanjman“ („Haiti auf dem Weg des Wandels“).

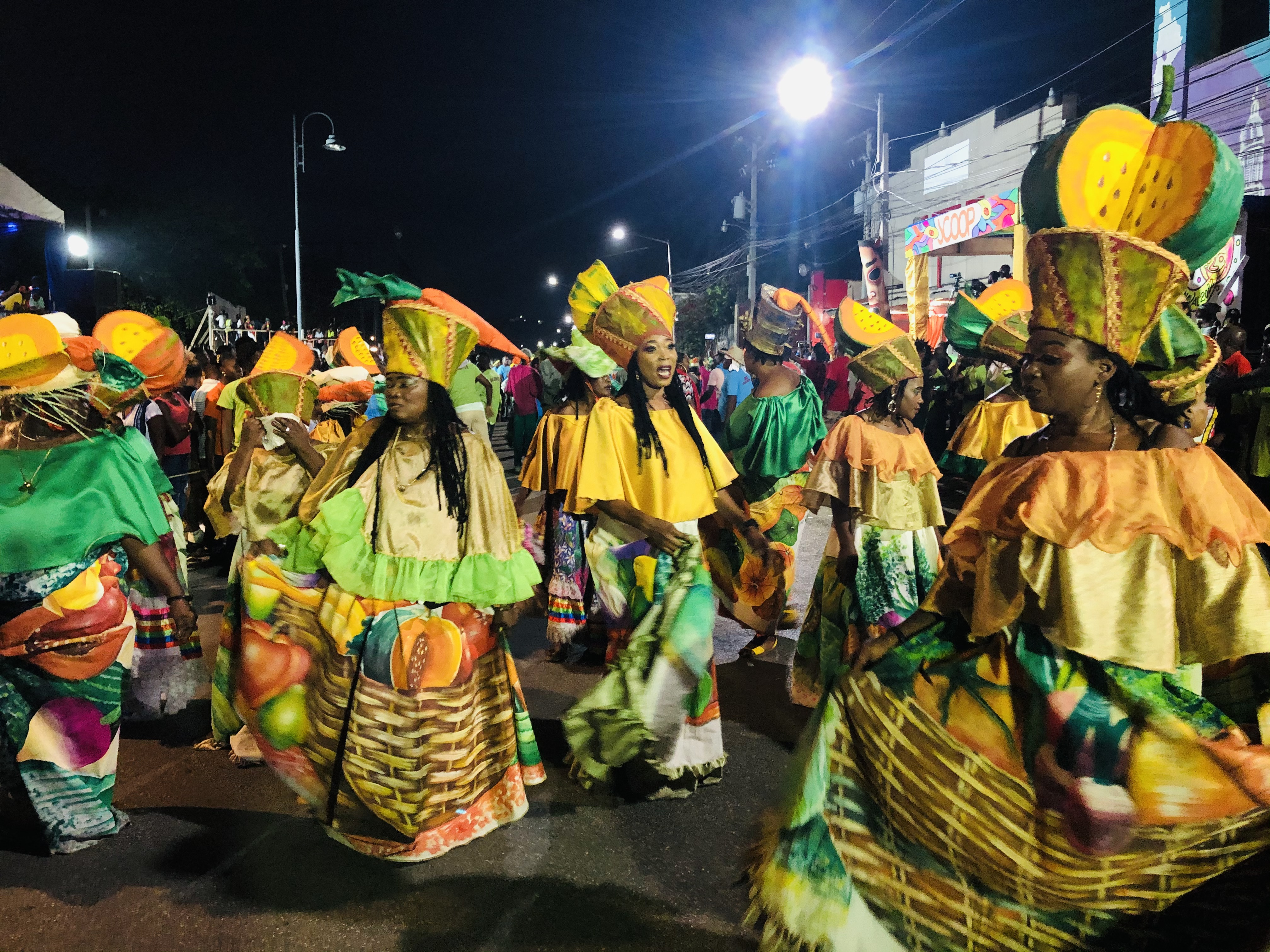

In den Umzügen dominieren Festwagen, auf denen die Teilnehmer Musik machen, tanzen und sich dem Frohsinn hingeben. Die Wagen sind in der Regel mit Musikanlagen ausgestattet, die auf Lastwagen montiert sind.
Essensstände, die kleine, meist gegrillte Snacks und Rum verkaufen, finden sich am Straßenrand entlang der Route der Umzüge. Beliebt und typisch für die Karnevalszeit sind frittiertes Gebäck (Beignets, anders als sonst üblich jedoch flacher Teig mit Bananen) und clairin genannter Rum, der über Monate auf lokalen Früchten angesetzt wird und so deren Geschmack annimmt.
Die Aufführung von komödiantischen kleinen Theaterstücken durch verkleidete Darsteller zielen häufig darauf, politische Themen zu persiflieren.
Die Feiernden tragen Masken und Kostüme. Die Karnevalstage sind auch in Haiti eine Gelegenheit für die Menschen, sich von jeglicher sozialer Hierarchie zu befreien, während sie auf der Straße feiern. Der Karneval bietet die Gelegenheit, sich in traditionellen Kostümen, aber auch als Figuren aus der populären Kultur des Landes zu verkleiden.
Die Neue Zürcher Zeitung drückt es im Begleittext zu einer hochwertigen Fotosammlung so aus:

„Der Carnaval schenkt dem Land alljährlich eine kurze Frist, in der die sozialen Schranken fallen und eine den Unbilden des Lebens weitgehend schutzlos preisgegebene Bevölkerung in die eigenen Träume und Wunschprojektionen eintreten kann.“

Die Umzüge in Port-au-Prince ziehen durch die Straßen der Innenstadt und enden auf dem großen Platz Champ de Mars, wo Zuschauer von großen Tribünen aus das Geschehen verfolgen.
Die Musik ist ein Schwerpunkt des haitianischen Karnevals. Die Musiker spielen Rara, Zouk, kreolischen Rap, Kompa und Mizik Rasin. Der Karneval ist die größte jährliche Veranstaltung, bei der sich Bands der Öffentlichkeit präsentieren können, und er bietet die Möglichkeit, bei großen Konzerten aufzutreten.

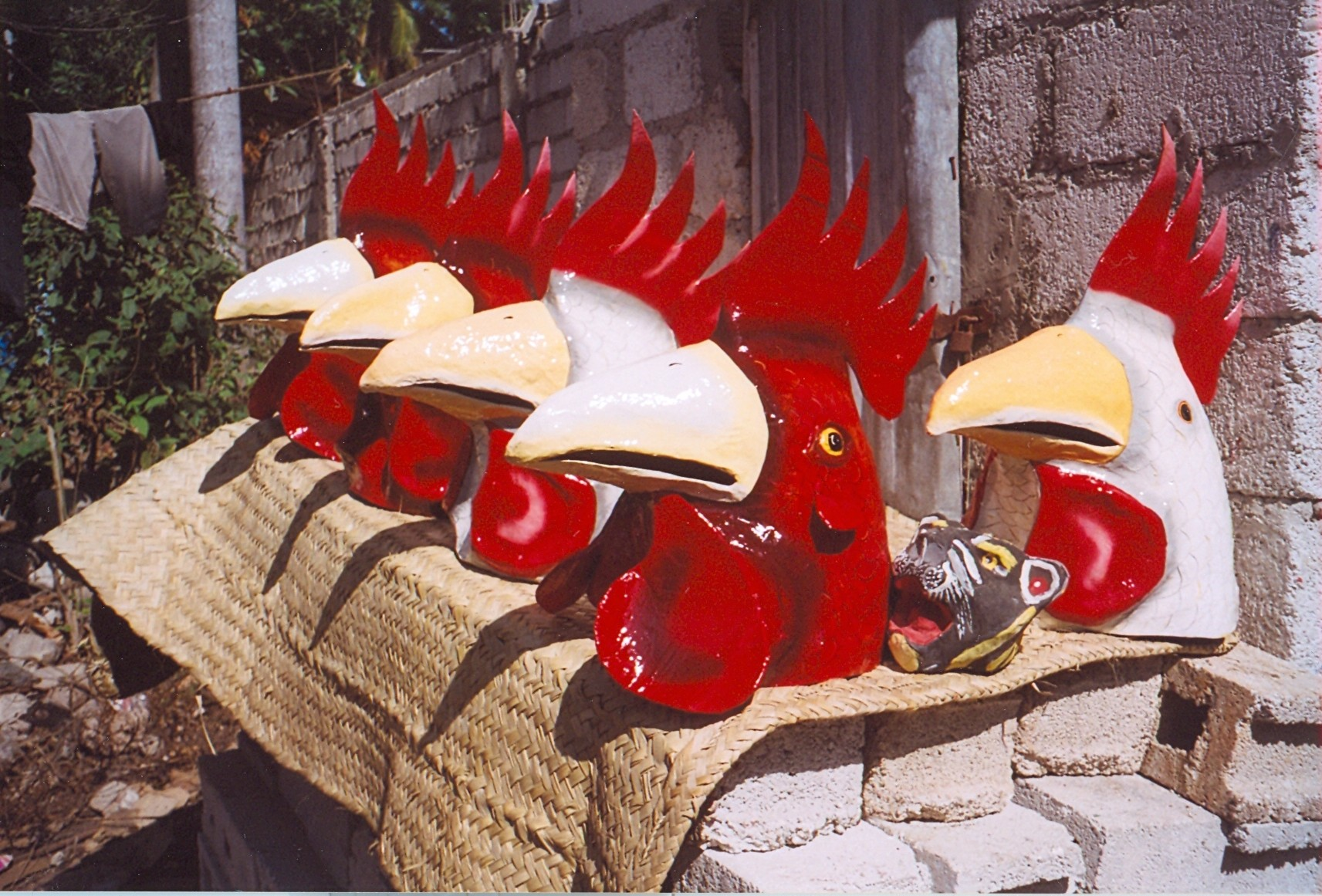
Pappmaché Masken in Jacmel

Die Feiern werden durch die Regierung, durch Unternehmen und durch wohlhabende Privatpersonen finanziert.
Der Karneval in Jacmel wird von Kunstliebhabern bevorzugt, da Masken aus Pappmaché und prächtige Kostüme, die von einheimischen Handwerkern und Künstlern hergestellt werden, im Vordergrund stehen. Der Karneval dieser Küstenstadt gilt aufgrund der Kreativität und Pracht seiner Darbietungen als einer der schönsten in der Karibik.
Im nördlichen Cap-Haïtien findet die Mardi Gras Parade jedes Jahr auf dem am Meer gelegenen Boulevard du Cap-Haïtien statt. Der Karneval in Cap-Haïtien ist für seine ruhige Atmosphäre bekannt, was ihn zu einer entspannten Feier macht.

## Geschichte

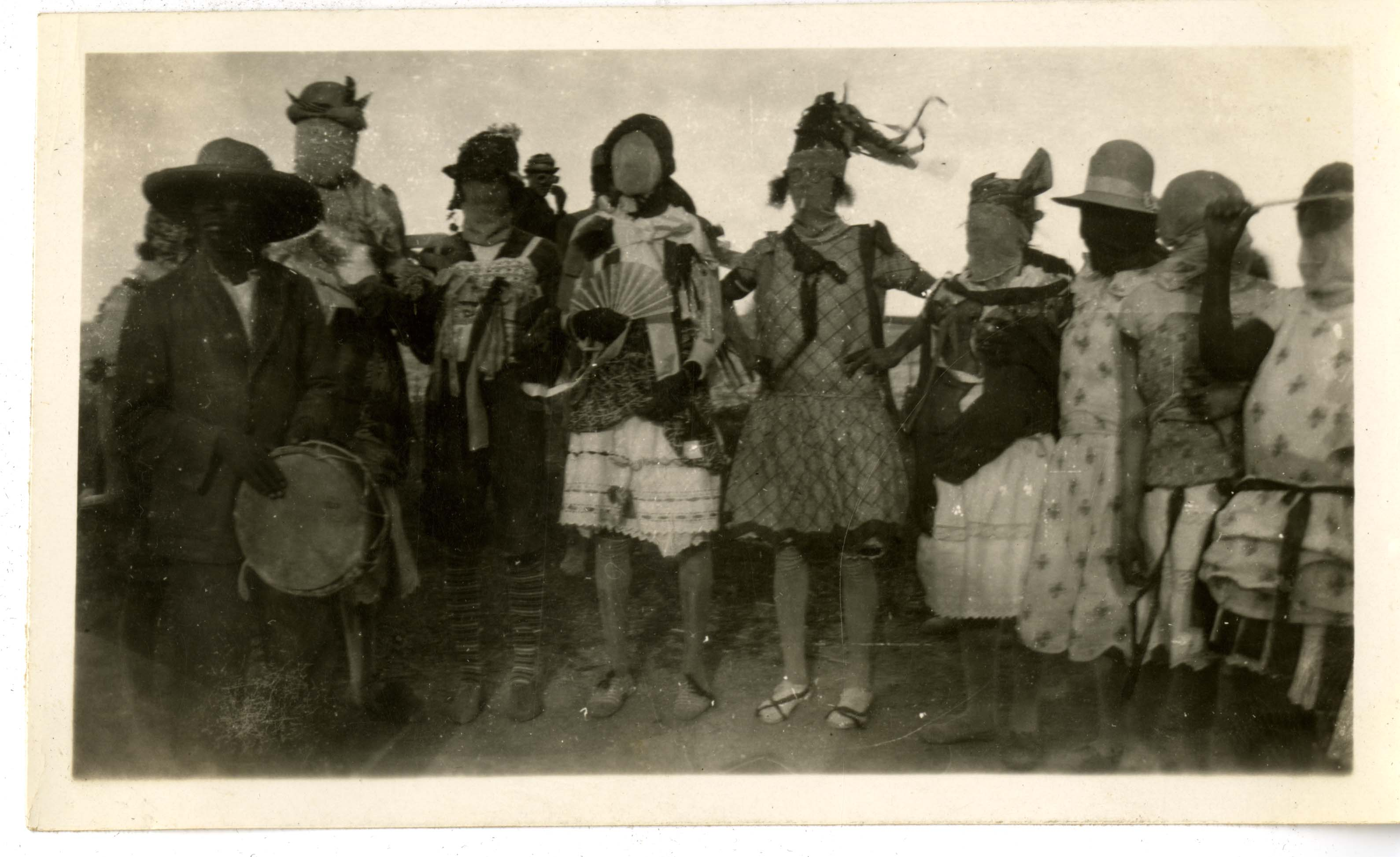
Fort Liberté Ende der 1920er Jahre

Das auf religiöse Termine und Bräuche der katholischen Kirche zurückgehende Fest wurde während der europäischen Besiedlung nach Haiti eingeführt. Zur Kolonialzeit feierten die europäischen Siedler unter Ausschluss der Sklaven, die ihre eigenen kleinen Festlichkeiten im Geheimen improvisieren mussten. Der Einfluss lokaler Bräuche wie Voodoo-Rituale und landestypische Musik entwickelte sich im 19. Jahrhundert, nachdem die aus Afrika stammenden Sklaven freie Bürger geworden waren und das Land seine Unabhängigkeit erlangt hatte.
Als große öffentliche Veranstaltung wurde der Karneval erstmals im Unabhängigkeitsjahr 1804 in Port-au-Prince gefeiert.
Im Jahr 1998 kam es zu einem bekannt gewordenen Zwischenfall, als der Lastwagen, auf dem eine Gruppe in der Parade mitfuhr, außer Kontrolle geriet. Es waren bei dem folgenden Unfall fünf Todesopfer zu beklagen.

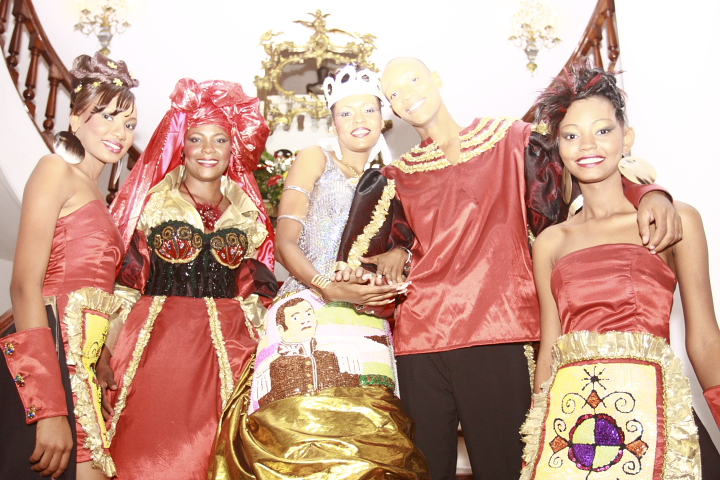
Für das Fest gekleidet – 2009

Nach dem Erdbeben in Haiti am 12. Januar 2010 fanden keine Karnevalsfeiern statt. Anfang 2011 herrschte unter den Haitianern Uneinigkeit darüber, ob der Karneval überhaupt noch stattfinden sollte oder nicht. Beim Karneval 2011 traten viele kostümierte Darsteller auf, die dunklere Themen als üblich persiflierten, wie die Choleraepidemie nach dem Erdbeben und die Notwendigkeit humanitärer Hilfe. 2012 wurde der Karneval wieder in größerem Rahmen veranstaltet und war ein Erfolg.
Im Jahr 2015 wurde das Fest landesweit abgebrochen, als bei einem Unfall während einer Parade 18 Menschen ums Leben gekommen und 78 weitere verletzt worden waren.
Nachdem die politische und wirtschaftliche Krise in Haiti, einhergehend mit ausartender krimineller Bandenkriminalität, seit 2018 die öffentliche Ordnung im Land stark beeinträchtigte, sorgten u. a. Ausgangssperren im Rahmen von der Verhängung des Ausnahmezustands dafür, dass der Karneval nur stark beeinträchtigt gefeiert werden konnte. So fanden die zum Champ de Mars führenden Paraden im Jahr 2023 am hellen Tag und nicht wie traditionell üblich in der Nacht statt.
Im Jahr 2025 sollten die nationalen Karnevalsfeiern nach Fort-Liberté, einer Gemeinde im äußersten Nordosten des Landes, verlegt werden. Am 18. Februar gab die Regierung allerdings bekannt, dass eine Förderung nicht möglich sei und die Bevölkerung kommunale Karnevalsfeiern organisieren müsse.